# Сатури, Мунир
Мунир Сатури (фр. Mounir Satouri; род. 25 мая 1975, Касабланка) — французский политик. Член Европейской партии Экология Зелёные. С 2019 года — член Европарламента. Специализируется на вопросах миграции и защиты прав человека.

## Биография
Мунир Сатури родился 25 мая 1975 года в районе Дерб Галеф в Касабланке, Марокко. В возрасте 15 лет он присоединился к молодёжному движению Социалистического союза народных сил (USFP). Во время крупной студенческой забастовки, в которой также участвовал Сатури, он был заключен в тюрьму на четыре недели за „нарушение общественного порядка“. Это побудило его отца, который проживал с 1960-х годов во Франции, вывезти Сатури из Марокко. 

## Политическая карьера
Сатури переехал в Ивелин, где в 1995 году вступил в Национальную студенческую ассоциацию французского союза студентов. Он был активным участником ассоциации. Принимал участие в антиядерных демонстрациях, в протестах против прав человека. Был членом Социалистической партии, но, вышел из неё. Присоединился к Les Verts в 2001 году и с тех пор начал работать с ними. После принятия французского гражданства в 2002 году он смог баллотироваться на политические должности во Франции. В 2008 году был избран членом городского совета Ле-Мюро, а в 2010 году - региональным советником Иль-де-Франс. В 2015 году снова был избран региональным советником Иль-де-Франс.
На всеобщих выборах 2012 года Сатури баллотировался в качестве совместного кандидата от объединения списков EELV-PS-PRG по девятому избирательному округу Ивелин, в котором правые удерживали большинство более 25 лет. В первом туре 2012 года он набрал 33,26 процента голосов, а во втором туре - 43,17 процента.
В 2019 году его партия выдвинула его кандидатом в избирательный список на европейских выборах 2019 года. Он занял 7-е место в совместном списке европейских экологических организаций (EELV), Независимого экологического альянса (AEI) и солидарных регионов и людей. Объединённый список получил 13,43%, что позволило ему получить один из 13 французских мандатов. С тех пор он стал членом Европейского парламента девятого созыва и присоединился к парламентской группе зеленых. Является членом Комитета по занятости и социальным вопросам, а также подкомитета по безопасности и обороне. Также является заместителем члена Комитета по иностранным делам и Подкомитета по правам человека.